# 岡田欣也
岡田 欣也（おかだ きんや、1992年11月17日 - ）は、日本の元男性プロレスラー。大阪府大阪市出身。血液型B型。

## 経歴
2017年8月、プロレスリング・ノアに入門。
2018年8月5日、後楽園ホール大会でのバトルロイヤル戦でプレデビューが決まっていたが怪我のために延期。12月7日、同所での稲村愛輝戦で正式にプロデビューした。2019年7月、杉浦貴率いる杉浦軍に見習い扱いで加入。2020年3月5日に杉浦軍を脱退した。
2022年8月5日にはティモシー・サッチャーの欠場により急遽行われたN-1 VICTORY 2022出場者決定戦で稲村に勝利し、N-1 VICTORY初出場を果たす。しかし8月28日の川崎大会で行われたN-1 VICTORYブロック最終戦で中嶋勝彦のランニングローキックを顔面に食らい、そのままレフェリーストップ負け。病院での検査の結果、下顎骨骨折と診断された。
2023年4月16日のゼビオアリーナ仙台大会に出場予定であったが当日になって欠場。その後、6月1日にプロレスリング・ノアより矢野安崇と共に選手契約解除となったことが発表された。
10月20日、先述のノア仙台大会当日の4月16日未明に仙台市内で20代の女性の体を触るわいせつな行為をしたとして矢野と共に逮捕された。
この際、岡田は元プロレスラーと報じられたことからノアから契約解除になった際に引退していたことが判明した。

## 得意技
ブロックバスターホールド
ボディスラムの体勢に相手を抱え上げてそのままバックフリップの要領で後ろに反り投げてホールドする技。
サイドスープレックス
俵返しの体勢に相手をクラッチしてそのまま相手を横方向に反り投げる技。
アバランシュ・ホールド
相手を胸の前に抱えこみ、そのまま前に叩きつける。
アトミック・ドロップ
相手の背後を取って大きく持ち上げ、自分の立て膝に向けて相手の臀部を打ち付ける。
各種キック
ミドルキックやローリング・ソバット、ドロップキック、トラースキックなどを主に使う。
水車落とし

## 入場テーマ曲
- BE∞ST

## テレビ出演
- 探偵!ナイトスクープ（朝日放送テレビ、2020年5月1日） - 岡田の姉が番組に送った「中学生の頃に喧嘩して以来、13年間一切会話がないプロレスラーの弟と仲直りがしたい」との依頼で登場。橋本直探偵の助けで和解に成功した[11]。